# Ericeira
Ericeira és una vila turística situada a 35 km al nord-oest del centre de Lisboa, a 18 km de Sintra i a 8 km de Mafra. És una freguesia portuguesa del municipi de Mafra amb 12,19km² d'àrea. El 2011 tenia 10.260 habitants i una densitat de població de 841,7 hab/km².
Vila molt antiga, presumivelment lloc de pas i instal·lació dels fenícis. Resa la llegenda que el nom Ericeira prové dels nombrosos eriçons de mar que abundaven en les seves platges. No obstant això, investigacions més recents apunten el eriçó comú i no el del mar com a inspirador del nom. Amb el descobriment d'un exemplar de l'antic escut d'armes de la vila, avui en l'Arxiu-Museu de la Misericórdia, es va confirmar que l'animal allí dissenyat és, de fet, un eriçó comú. La història d'Ericeira es remunta a prop del 1000 a.C.. El seu primer fur data de 1229, concedit pel llavors Gran Mestre de l'Ordre de Aviz, Dom Frei Fernão Rodrigues Monteiro, que va constituir el Municipi d'Ericeira.